# Kurt Exner (Archäologe)
Kurt Exner (* 31. August 1912 in Radebeul; † Herbst 1943 gefallen; vollständiger Name: Konrad Felix Kurt Exner) war ein deutscher Provinzialrömischer Archäologe, der sich insbesondere durch die Gliederung, Katalogisierung und zeitliche Zuordnung der provinzialrömischen Email-Fibeln der Rheinlande einen Namen machte. Sein System wird noch heute in der Forschung verwendet.

## Leben und Wirken
Exner war der evangelisch getaufte Sohn des Kaufmanns Kurt Exner und dessen Ehefrau Marta, geborene Motz. Am 9. März 1932 legte er seine Reifeprüfung am Realgymnasium „In der Lößnitz“ in seiner Geburtsstadt und anschließend am Gymnasium zum Heiligen Kreuz in Dresden die humanistische Ergänzungsprüfung ab. Ab dem Sommersemester 1932 besuchte er in zwei Semestern die Technische Hochschule Dresden und ging anschließend für ein Semester an die Georg-August-Universität Göttingen. Dort belegte er im Sommer 1933 ein Proseminar des Philologen Kurt Latte. Anschließend unterbrach er seine Studien für kurze Zeit, um fachliche Praxis bei Ausgrabungen zu erwerben. Anfang 1934 war er in Radebeul an der Bergung eines bronzezeitlichen Siedlungsfundes auf dem örtlichen Friedhof beteiligt. und grub im Anschluss unter Otto Kleemann gemeinsam mit anderen Studenten wie Walter Grünberg und Werner Coblenz sowie einem für die Dauer dieser Grabung vom Reichsministerium des Innern abkommandierten Polizeioberwachtmeister am frühgeschichtlichen Burgwall „Heidenschanze“ in Dresden-Coschütz. Parallel zu diesen Grabungen gingen bis zum März desselben Jahres Fundbeobachtungen in Weinböhla einher, die sich gleichfalls mit vorgeschichtlichen Befunden beschäftigten. Ab Sommer 1934 war Exner in zwei Semestern an der Universität Bonn eingeschrieben und belegte zeitgleich Fächer an der Universität zu Köln. Damals war er für eine Geländebegehung einer großen Motte bei Lechenich und einer weiteren in Antweiler verantwortlich. Auch mit der Ortsbesichtigung und Lokalisierung eines 1935 durch die Bevölkerung in der Gemarkung Weeze Hees nahe der holländischen Grenze gefundenen mittelalterlichen Münzschatzes war er im Oktober desselben Jahres betraut. Nach dieser Zeit besuchte er in zwei weiteren Semestern die Universität Marburg und kehrte anschließend nach Bonn zurück, um seine Studien zu beenden.
Nach seiner mündlichen Prüfung am 25. Mai 1938 wurde Exner mit seiner Dissertationsschrift Die provinzialrömischen Emailfibeln der Rheinlande bei Richard Delbrueck in Bonn promoviert, die ihn schnell in Fachkreisen bekannt machte. Noch 1938 wurde er Wissenschaftlicher Mitarbeiter am kurz zuvor gegründeten Museum für heimische Vor- und Frühgeschichte in Frankfurt am Main, wechselte 1939 als Referent für Vor- und Frühgeschichte an das Bayerische Landesamt für Denkmalpflege in München und übernahm am 1. Mai des gleichen Jahres von dem Erlanger Prähistoriker Rudolf Paulsen noch die Stelle des stellvertretenden Konservators an der Zweigstelle des Landesdenkmalamtes in Würzburg. Exner hatte sich bereits seit 1938 im Auftrag der Römisch-Germanischen Kommission (RGK) in Frankfurt mit der Erstellung eines Registers für das gerade abgeschlossene Limeswerk beschäftigt. Die RGK hatte zuvor schon mehrere erfolglose Anstrengungen in diese Richtung unternommen. Doch durch die berufliche Neuorientierung konnte Exner seine seit Mai 1939 ruhenden Arbeiten daran erst im Herbst 1939 fortsetzen. Er war der Erste, der den schon früh erkannten Mangel eines Indexbandes zum Limeswerk beseitigen wollte, was nach ihm auch der Zweite Direktor der Römisch-Germanischen Kommission, Wilhelm Schleiermacher (1904–1977), forderte. Durch die im Frühjahr 1940 ergangene Einberufung Exners zum Kriegsdienst im Heer wurde die Karriere dieses Nachwuchswissenschaftlers beendet. Er fiel im Herbst 1943. Aufgrund von Exners Tod konnte auch ein kleiner Führer zum Kastell Weißenburg nicht fertiggestellt werden.

## Exner und die Emailfibeln
Exner gliederte die Emailfibeln in drei große Gruppen, wobei die Gruppe I Bügelfibeln vorwiegend Hülsenscharnierfibeln enthält, Gruppe II führt Gleichseitige Fibeln auf, während sich Gruppe III mit Platten- und Scheibenfibeln befasst.
Die rheinischen Fibeln mit Emaileinlagen wurden nach Exner nicht wieder zusammenfassend bearbeitet. Teilweise wird heute die von Exner vorgenommene zeitliche Zuordnung einzelner Fibeln bezweifelt.

## Schriften
- Zwei römische Emailgefäße aus dem freien Germanien. In: Ernst Sprockhoff (Hrsg.): Marburger Studien. Festschrift für Prof. von Merhart. Dannstadt 1938, S. 47–53.
- Ein neues, ummauertes Gräberfeld Frankfurt a. M.-Heddernheim, Tiberiusstraße. In: Das Museum für heimische Vor- und Frühgeschichte II. Frankfurt am Main 1938, S. 67–72.
- Brandgrab mit Schminkkästchen und Salbenreibplatte. In: Das Museum für heimische Vor- und Frühgeschichte II. Frankfurt am Main 1938, S. 68–70.
- Die provinzialrömischen Emailfibeln der Rheinlande In: Bericht der Römisch-Germanischen Kommission 29, 1939 (1941), S. 31–122 (= Dissertation).
- Das Verhältnis der pannonischen Emailfunde zu den Rheinischen. In: Ibolya Sellye: Császárkori emailmunkák Pannoniábol. Les bronzes émaillés de la Pannonie Romaine. Institut de numismatique et d'archéologie de l'université Pierre Pázmány, Budapest 1939, S. 89–91. (in ungarischer und französischer Sprache).
- Römische Dolchscheiden mit Tauschierung und Emailverzierung. In: Germania. Anzeiger der Römisch-Germanischen Kommission des Deutschen Archäologischen Instituts. 24, Berlin 1940, S. 22–28.
- mit Karl Heinz Wagner: Bericht der vor- und frühgeschichtlichen Abteilung des Bayerischen Landesamtes für Denkmalpflege für das Jahr 1938. In: Bayerische Vorgeschichtsblätter. 16, 1942, S. 26–84.